# Cyclisme aux Jeux olympiques d'été de 2000
Navigation
Atlanta 1996 Athènes 2004
Aux Jeux olympiques d'été de 2000, trois disciplines de cyclisme sont au programme : le cyclisme sur piste, le cyclisme sur route et le vélo tout terrain. Plusieurs épreuves sur piste font leur apparition pour la première fois aux Jeux olympiques : le keirin, la vitesse par équipes et l'américaine chez les hommes et le 500 mètres contre-la-montre chez les femmes.
La France termine en tête du tableau de médailles avec 8 médailles dont 5 d'or. La Néerlandaise Leontien van Moorsel remporte quant à elle  4 médailles dont trois d'or.

## Podiums

### Hommes
| Podiums                |                                                                                |                                                                                  | |
| Route                  |                                                                                |                                                                                  | |
| Course en ligne        | Jan Ullrich Allemagne                                                          | Alexandre Vinokourov Kazakhstan                                                  | Andreas Klöden Allemagne                                                                               |
| Contre-la-montre       | Viatcheslav Ekimov Russie                                                      | Jan Ullrich Allemagne                                                            | désattribué                                                                                            |
| Piste                  |                                                                                |                                                                                  | |
| Kilomètre              | Jason Queally Grande-Bretagne                                                  | Stefan Nimke Allemagne                                                           | Shane Kelly Australie                                                                                  |
| Keirin                 | Florian Rousseau France                                                        | Gary Neiwand Australie                                                           | Jens Fiedler Allemagne                                                                                 |
| Vitesse individuelle   | Marty Nothstein États-Unis                                                     | Florian Rousseau France                                                          | Jens Fiedler Allemagne                                                                                 |
| Vitesse par équipes    | France Florian Rousseau Arnaud Tournant Laurent Gané                           | Grande-Bretagne Chris Hoy Craig MacLean Jason Queally                            | Australie Gary Neiwand Sean Eadie Darryn Hill                                                          |
| Poursuite individuelle | Robert Bartko Allemagne                                                        | Jens Lehmann Allemagne                                                           | Bradley McGee Australie                                                                                |
| Poursuite par équipes  | Allemagne Guido Fulst Robert Bartko Daniel Becke Jens Lehmann Olaf Pollack (q) | Ukraine Sergiy Chernyavsky Sergiy Matveyev Alexandre Symonenko Oleksandr Fedenko | Grande-Bretagne Paul Manning Chris Newton Bryan Steel Bradley Wiggins Robert Hayles (q) Jonny Clay (q) |
| Course aux points      | Joan Llaneras Espagne                                                          | Milton Wynants Uruguay                                                           | Alexei Markov Russie                                                                                   |
| Américaine             | Australie Brett Aitken Scott McGrory                                           | Belgique Etienne De Wilde Matthew Gilmore                                        | Italie Silvio Martinello Marco Villa                                                                   |
| VTT                    |                                                                                |                                                                                  | |
| Cross-country          | Miguel Martinez France                                                         | Filip Meirhaeghe Belgique                                                        | Christoph Sauser Suisse                                                                                |

### Femmes
| Podiums                |                               |                               |                                 |
| Route                  |                               |                               |                                 |
| Course en ligne        | Leontien van Moorsel Pays-Bas | Hanka Kupfernagel Allemagne   | Diana Žiliūtė Lituanie          |
| Contre-la-montre       | Leontien van Moorsel Pays-Bas | Mari Holden États-Unis        | Jeannie Longo-Ciprelli France   |
| Piste                  |                               |                               |                                 |
| 500 mètres             | Félicia Ballanger France      | Michelle Ferris Australie     | Jiang Cuihua Chine              |
| Vitesse individuelle   | Félicia Ballanger France      | Oksana Grishina Russie        | Iryna Yanovych Ukraine          |
| Poursuite individuelle | Leontien van Moorsel Pays-Bas | Marion Clignet France         | Yvonne McGregor Grande-Bretagne |
| Course aux points      | Antonella Bellutti Italie     | Leontien van Moorsel Pays-Bas | Olga Slyusareva Russie          |
| VTT                    |                               |                               |                                 |
| Cross-country          | Paola Pezzo Italie            | Barbara Blatter Suisse        | Margarita Fullana Espagne       |

## Tableau des médailles
| Rang  | Nation          | Or | Argent | Bronze | Total |
| ----- | --------------- | -- | ------ | ------ | ----- |
| 1     | France          | 5  | 2      | 1      | 8     |
| 2     | Allemagne       | 3  | 4      | 3      | 10    |
| 3     | Pays-Bas        | 3  | 1      | 0      | 4     |
| 4     | Italie          | 2  | 0      | 1      | 3     |
| 5     | Australie       | 1  | 2      | 3      | 6     |
| 6     | Grande-Bretagne | 1  | 1      | 2      | 4     |
| 6     | Russie          | 1  | 1      | 2      | 4     |
| 8     | États-Unis      | 1  | 1      | 0      | 2     |
| 9     | Espagne         | 1  | 0      | 1      | 2     |
| 10    | Belgique        | 0  | 2      | 0      | 2     |
| 11    | Suisse          | 0  | 1      | 1      | 2     |
| 11    | Ukraine         | 0  | 1      | 1      | 2     |
| 13    | Kazakhstan      | 0  | 1      | 0      | 1     |
| 13    | Uruguay         | 0  | 1      | 0      | 1     |
| 15    | Chine           | 0  | 0      | 1      | 1     |
| 15    | Lituanie        | 0  | 0      | 1      | 1     |
| Total | Total           | 18 | 18     | 17     | 53    |